# Ouragan Alicia
Pour les articles homonymes, voir Alicia.
L’ouragan Alicia a été un des cyclones tropicaux les plus coûteux en Atlantique depuis l'ouragan Agnes en 1972. Alicia était la troisième dépression tropicale, la première tempête tropicale et le seul ouragan majeur de la saison cyclonique 1983 dans l'océan Atlantique nord. Il a frappé directement Galveston et Houston au Texas provoquant 2,6 milliards de dollars US de 1983, (soit 6,7 milliards de dollars US de 2012) de dommages et la mort de 21 personnes ; ceci en fait le pire ouragan du Texas depuis l'ouragan Carla (en) en 1961. De plus, Alicia est le premier cyclone tropical à causer pour un milliard de dollars de dommages dans l'histoire du Texas.
L'ouragan Alicia a été le premier ouragan à toucher les États-Unis contigus depuis l'ouragan Allen en août 1980. Le temps écoulé entre les deux ouragans a été de trois ans et huit jours (1 103 jours). L'ouragan Alicia a été le dernier ouragan majeur (catégorie 3) à toucher la côte du Texas avant l'ouragan Bret (1999) de catégorie 4. Alicia est également le premier ouragan pour lequel le National Hurricane Center a publié une probabilité de pénétration dans les terres.
Alicia est bien connu en raison du retard pris pour l'évacuation de l'île de Galveston car la seule route possible de Galveston à Houston (Interstate 45) suivait exactement la trajectoire de l’œil du cyclone. Il a également laissé le souvenir des très nombreuses fenêtres du centre-ville de Houston qui ont volé en éclats sous la pluie de graviers provenant des toits de gratte-ciels récemment construits. Les règles de construction des toitures ont été rapidement révisées ensuite.
En raison des dommages importants qui ont résulté de l'ouragan, le nom « Alicia » a été retiré au printemps 1984 et ne sera plus jamais utilisé pour un cyclone tropical de l'Atlantique nord

## Évolution météorologique

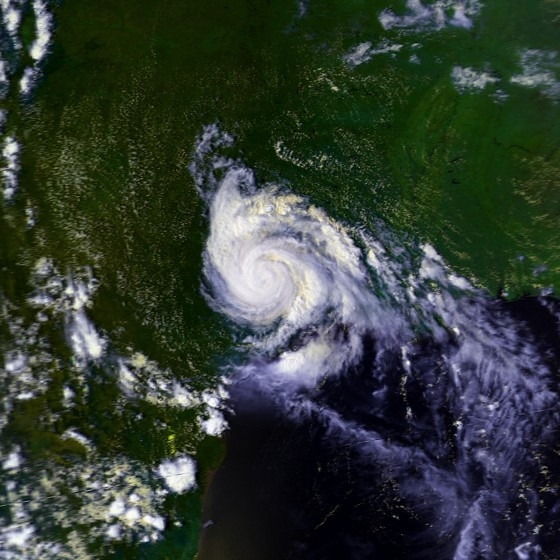
L'ouragan Alicia entrant dans les terres au Texas.

L'ouragan Alicia est né d'un front froid qui s'étalait de la Nouvelle-Angleterre jusqu'au centre du golfe du Mexique. Le 4 août, une dépression de méso-échelle se développe au large des côtes de l'Alabama et du Mississippi. Vers 1 h UTC, le 15 août, la dépression avait conservé sa convection atmosphérique ou des zones d'orages durant 12 heures, ainsi qu'un mouvement de rotation pendant six heures. À la suite de quoi, le National Hurricane Center (NHC) a commencé à utiliser la classification de Dvorak pour de tels systèmes.
Quelques heures plus tard la convection profonde a commencé à s'organiser dans la circulation du quadrant sud, ce qui incita à déployer un vol de Hurricane Hunters,. À 12 h UTC le même jour, le système se transforme en dépression tropicale, nommée Trois, à environ 560 km au sud-sud-ouest du delta du Mississippi. Quelques heures plus tard les Hurricane Hunters confirment son développement. Ce genre de développement en arrière d'un front froid est plus courant soit en début, soit en fin de saison cyclonique.
Après sa transformation, la dépression tropicale s'est déplacée lentement vers l'ouest en raison d'une crête barométrique située au nord. Un vol de Hurricane Hunters au soir du 15 août a signalé que les vents dans la dépression ont atteint 80 km/h ce qui a conduit le NHC à surclasser l'ouragan en tempête tropicale nommée Alicia. À ce moment le système présentait une pression atmosphérique plus élevée que la normale même si les conditions favorisaient son développement ultérieur. En raison des anticyclones présents tout autour de la tempête, Alicia restait plus petit qu'un système tropical normal avec un gradient de pression intense ce qui a induit des vents plus violents que la normale par rapport à sa pression centrale. La tempête continua de se déplacer lentement vers l’ouest-nord-ouest et le 17 août elle obtint le statut d'ouragan à 250 km au sud-est de Galveston (Texas).
Peu après, un œil devient visible au radar alors que l'ouragan exécutait une trajectoire comprenant plusieurs petites boucles. Son mouvement lent au-dessus d'eaux chaudes, ajouté à un anticyclone qui commençait à s'installer au-dessus de l'ouragan, a fait qu'Alicia a subi une intensification rapide,.

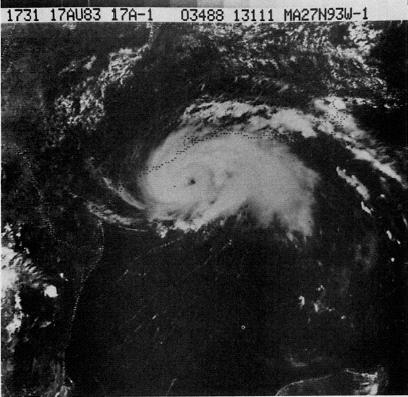
L'ouragan Alicia le 17 août 1983.

Le 18 août à 6 h UTC, les vents ont atteint 185 km/h juste avant qu'Alicia ne pénètre sur la terre ferme à environ 40 km au sud-ouest de Galveston (Texas). Après son arrivée sur la côte, les vents de force de coup de vent s’étendaient jusqu'à 200 km de son centre et les vents de force d’ouragan couvraient une zone allant de Freeport à 100 km au nord-est. La pression atmosphérique centrale était de 963 hPa au moment de son entrée sur la terre et l'image radar présentait une rare structure à deux yeux.
Alicia s'est affaibli rapidement en passant sur le centre-ville de Houston en maintenant quand même des vents de 130 km/h lors de son passage.
Elle accéléra ensuite en direction du nord-ouest en s'affaiblissant au niveau de tempête tropicale tard le 18, puis une dépression tropicale douze heures plus tard. La dépression tropicale Alicia s'est déplacée à travers l’Oklahoma et est entrée en interaction avec un creux barométrique. Le 20 août vers 6 h UTC Alicia s'est transformée en cyclone extratropical au-dessus de l'extrémité nord-ouest de l'Oklahoma et le jour suivant elle n'était plus identifiable après sa fusion avec un creux au-dessus de l'est du Nebraska.

## Préparatifs
Plusieurs avis et alertes ont été émis au sujet d'Alicia. Le premier, le 16 août, était un avis de tempête et une veille d'ouragan pour la zone allant de Corpus Christi (Texas) à Grand Isle (Louisiane). Le 17 août, un avis d'ouragan est émis pour la côte de Corpus Christi à Morgan City (Louisiane) et, plus tard, pour le sud de Port Arthur (Texas). Cependant, au début, les habitants n'ont pas pris ces avertissements très au sérieux. Le maire de Galveston, Gus Manuel, n'ordonna l'évacuation que des zones les plus en contrebas, et ce, contre l'avis de Mark White, le gouverneur du Texas. C'est ainsi que seulement 10 % de la population vivant derrière la digue ont fui à l'arrivée d'Alicia. En revanche, on note que près de 30 % des habitants de Galveston ont évacué l'île lorsque l'ouragan Allen a menacé la côte est du Texas en 1980.
Tout au long de la journée, alors que les vents devenaient plus puissants et commençaient à causer des dégâts, la population a commencé à se sentir plus concernée. Le maire a finalement ordonné une évacuation générale de l'île après minuit le 18 août, mais à ce moment les ponts qui relient l'île au continent étaient déjà devenus impraticables.

## Répercussions

### Texas

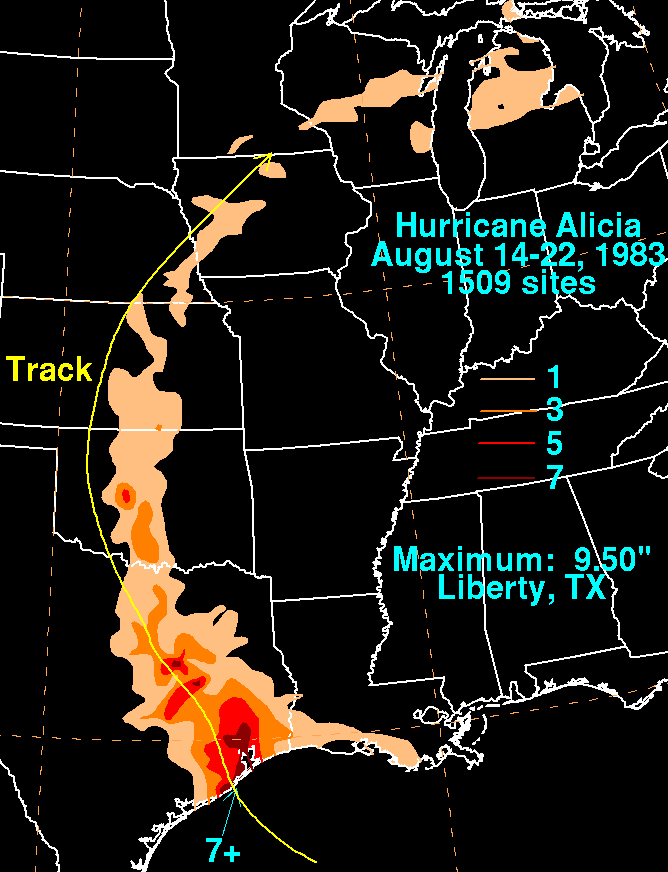
Cumul des précipitations de la tempête Alicia (1 pouce= 25.4 mm)

Galveston rapporta 197 mm de pluie, Liberty 241 mm, Greens Bayou près de 250 mm, Centerville plus de 200 mm et Normangee et Noxia plus de 180 mm. Le maximum de précipitations dans la région de Houston, Comté de Harris, était d'environ 250-280 mm pendant qu'on notait 200 mm dans le Comté de Leon et 230 mm dans la région de la Sabine.
De fortes rafales ont soufflé sur tout le Texas avec un maximum de 200 km/h rapporté par le navire WLB-306 de l’United States Coast Guard ancré à la pointe nord-est de l'île de Galveston. Le port de plaisance reporta des marées de 2,64 m. À Bayton on enregistra des marées de 3,00 m à 3,70 m et Morgan City enregistra la plus haute valeur pour Alicia avec 3,70 m. Alicia causa également d'importantes coupures d'électricité et un concert de Paul Simon et Arthur Garfunkel devant avoir lieu au Reliant Astrodome a dû être annulé.
Vingt-trois tornades furent enregistrées avec le passage d’Alicia. Quatorze d'entre elles étaient situées dans la zone de Galveston et de Hobby Airport à Houston. Les neuf autres étaient concentrées entre Tyler et Houston (Texas) classées environ F2 sur l’échelle de Fujita),.
On a enregistré une marée noire importante dans la zone de Texas City et un remorqueur de haute mer a chaviré à 80 km au large des côtes de Sabine Pass. La station aérienne des garde-côtes de Houston (AIRSTA) a résisté à Alicia avec peu de dégâts et, par la suite, les hélicoptères de la station apportèrent aide et assistance aux habitants en permettant de les évacuer, de les ravitailler et en effectuant des vols de reconnaissance.
Près de 250 litres d'eau durent être pompés de l’édifice du National Weather Service (NWS) de Galveston. Ce bureau météorologique a également perdu temporairement l'usage de son radar météorologique. Houston a subi plusieurs milliards de dollars US de dommages. Des milliers de baies vitrées de gratte-ciels du centre-ville furent fracassées par les gravillons arrachés des toits. Bien qu'Alicia soit un ouragan au bas de l’échelle de la catégorie 3, 2 297 habitations furent ravagées et 3 000 autres furent sérieusement endommagées. Plus de 10 000 habitations ont subi des dommages légers.
La plage ouest de Galveston a vu la limite de son espace public déplacée de 50 m. Près de 1,5 m de sable fut soulevé, laissant les maisons de front de mer dans un bel état de végétation naturelle. Plusieurs autres maisons se sont retrouvées sur la plage publique si bien que le bureau du procureur général déclara qu'elles étaient en contravention avec le Texas Open Beaches Act (décret promulgué en 1959 et amendé en 1991 qui garantissait le libre accès du public sur les plages du golfe du Mexique) et interdit les réparations et la reconstruction de ces maisons.
Le corps du génie de l'armée des États-Unis a déclaré que si la digue de Galveston n'avait pas été là, il aurait fallu envisager 100 millions de dollars US de 1983 supplémentaires (soit environ 233 millions de dollars de 2012). De la même façon, si Alicia avait été de la violence de l'ouragan Carla de 1961, les dommages auraient été doublés et peut-être même triplés. À Houston, Alicia a également détruit des installations chimiques et pétrolières.

### Autres localisations
Comme Alicia se déplaçait en direction du Nord, il a provoqué des précipitations importantes dans d'autres zones. En Oklahoma, les chutes de pluie ont atteint 140 mm en plusieurs endroits de l'État. Certaines régions du Kansas et du Nebraska reçurent jusqu'à 140 mm d'eau. D'autres états dont le Michigan, l'Iowa, le Minnesota, la Louisiane et le Wisconsin ne firent face qu’à des pluies faibles provenant des vestiges de la tempête.

## Conséquences

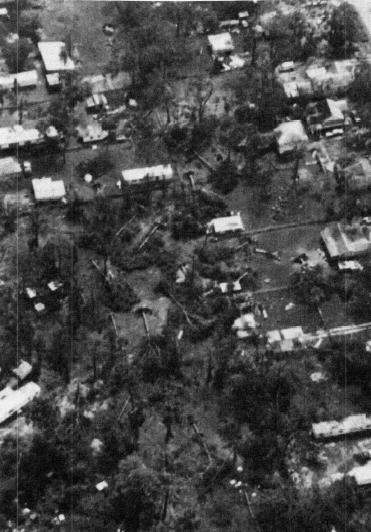
Dommages dus à Alicia photographiés par un hélicoptère de la National Oceanic and Atmospheric Administration

La Croix-Rouge a distribué de la nourriture et procuré des abris à 63 000 personnes se trouvant dans le sillage de l'ouragan pour un coût de 166 millions de dollars US de 1983 (soit 387 millions de dollars de 2012),. La Federal Emergency Management Agency (FEMA) a donné 32 millions de dollars US de 1983 (soit 74,7 millions de dollars de 2012) aux victimes d'Alicia et aux collectivités locales ; 23 millions de dollars US de 1983 (soit 53,7 millions de dollars de 2012) de cette somme ont été utilisés pour le ramassage des différents débris éparpillés après la tempête. Plus de 16 000 personnes ont demandé de l'aide aux centres de la FEMA. La Small Business Administration, avec l'aide de 56 volontaires, est intervenue auprès de 16 000 victimes et s'était préparé à recevoir 7 000 demandes de prêts. La Federal Insurance Agency (agence fédérale d'assurance) a été saisie d’au moins 1 318 dossiers d'assurance contre les inondations dues à Alicia, cependant seulement 782 ont fait l'objet d'un versement d'argent.
Les 23 et 24 septembre 1983, deux sous-comités de la chambre des représentants des États-Unis ont tenu des audiences à Houston au sujet d'Alicia. L'audience du 23 septembre était destinée à examiner les principaux problèmes rencontrés par le National Weather Service (NWS) au cours d'Alicia, son efficacité dans la mise en œuvre des procédures et l'usage qui a été fait des services du NWS. Le 24 septembre, la deuxième session était consacrée aux discussions sur les dégâts et sur l'organisation des secours pendant Alicia.
Au cours de l'audition du 23 septembre, les témoins étaient d'accords pour dire que le NWS avait fait du bon travail, avant et pendant la situation d'urgence due à Alicia. Les prévisionnistes du NWS ont également témoigné et ils ont mentionné combien ils étaient ravis que leurs prévisions se soient révélées si exactes et que les secours locaux aient fonctionné si bien, permettant de sauver de nombreuses vies. Gus Manuel, le maire de Galveston, a déclaré que le NWS avait fait un excellent travail pendant l'ouragan. Il a également été impressionné par les prévisions du point de frappe de l'ouragan le 17 août. Pendant la séance du 24 septembre, les preuves apportées ont démontré l'importance d'une bonne préparation pour faire face à un désastre comme Alicia. Le maire a précisé que sa ville avait mis à l'étude le renforcement de ses règles de construction.

## Retrait
En raison des dommages importants qui ont résulté de l'ouragan, le nom « Alicia » a été retiré au printemps 1984 et ne sera plus jamais utilisé pour un cyclone tropical de l'Atlantique nord. Il a été remplacé par « Allison » pour la saison 1989. Curieusement, en 2001 le nom d'« Allison » a été retiré après qu'elle a frappé la même région qu'Alicia,.